# Bellevalia koeiei
Bellevalia koeiei là một loài thực vật có hoa trong họ Măng tây. Loài này được Rech.f. mô tả khoa học đầu tiên năm 1955.